# Giovanni Boldini

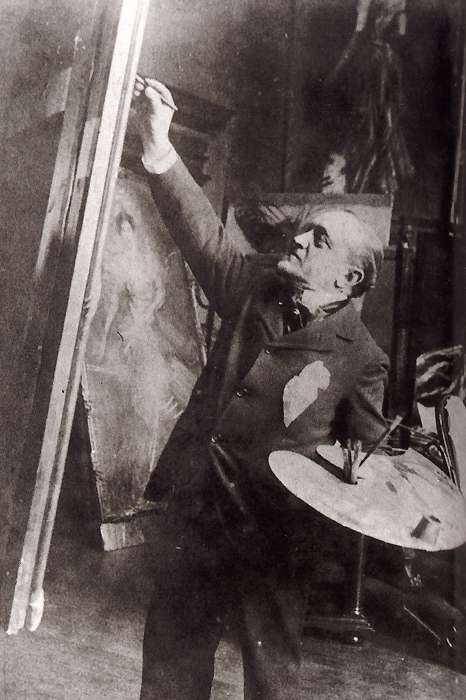
Giovanni Boldini in zijn atelier aan de Place Pigalle, door Alice Guérin, 1925

Giovanni Boldini (Ferrara, 31 december 1842 – Parijs, 12 januari 1931) was een Italiaans impressionistisch kunstschilder, die uiteindelijk  vooral beroemd geworden is als portretschilder.

## Leven en werk

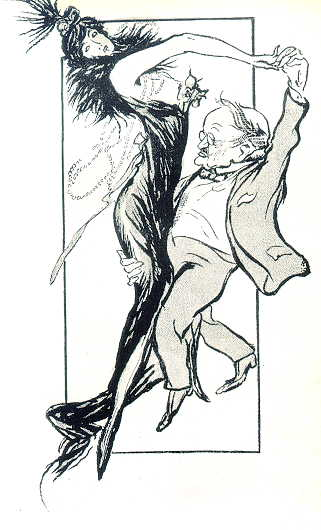
Tango met Ava Astor

Boldini stamde uit een bekende familie van kunstschilders en kreeg zijn eerste tekenlessen van zijn vader en zwager. Van 1862 tot 1868 studeerde hij aan de kunstacademie in Florence. Hij ontwikkelde een voorliefde voor het impressionisme en het schilderen in de open lucht. Aanvankelijk schilderde hij veel landschappen en genrestuken, waarbij hij op een bijna nerveus-schetsmatige wijze te werk ging.
Allengs schakelde Boldini steeds vaker over op de portretschilderkunst en legde een bijzondere begaafdheid aan de dag voor het vastleggen van de individuele persoonlijkheid van zijn modellen. (Zo maakte hij in 1888 twee karikaturen van de Florentijnse schrijver Carlo Collodi.) Via Londen (vanaf 1869) streek Boldini uiteindelijk neer in Parijs (1872) en groeide daar uit tot een van de bekendste portretschilders van de belle époque, vooral van de rijken uit de stad, beroemdheden en mooie vrouwen. Hij was een flamboyante en graag geziene gast in de stedelijke 'beau monde', verkeerde in vooraanstaande kunstenaarskringen en was bevriend met onder anderen Philip Alexius de László, John Singer Sargent, James McNeill Whistler, Paul César Helleu, Marcel Proust en Edgar Degas. Tijdens de Exposition Universelle (1889) had hij de leiding over de Italiaanse kunstafdeling en een jaar later werd hij benoemd in het Franse Legioen van Eer.

### Portrait de madame de Florian
In 2010 werd bij een nalatenschap van een appartement in Parijs Boldini's schilderij 'Portrait de madame de Florian' (1901) ontdekt en in september van dat jaar voor een prijs van € 2,1 miljoen verkocht.

## Galerij

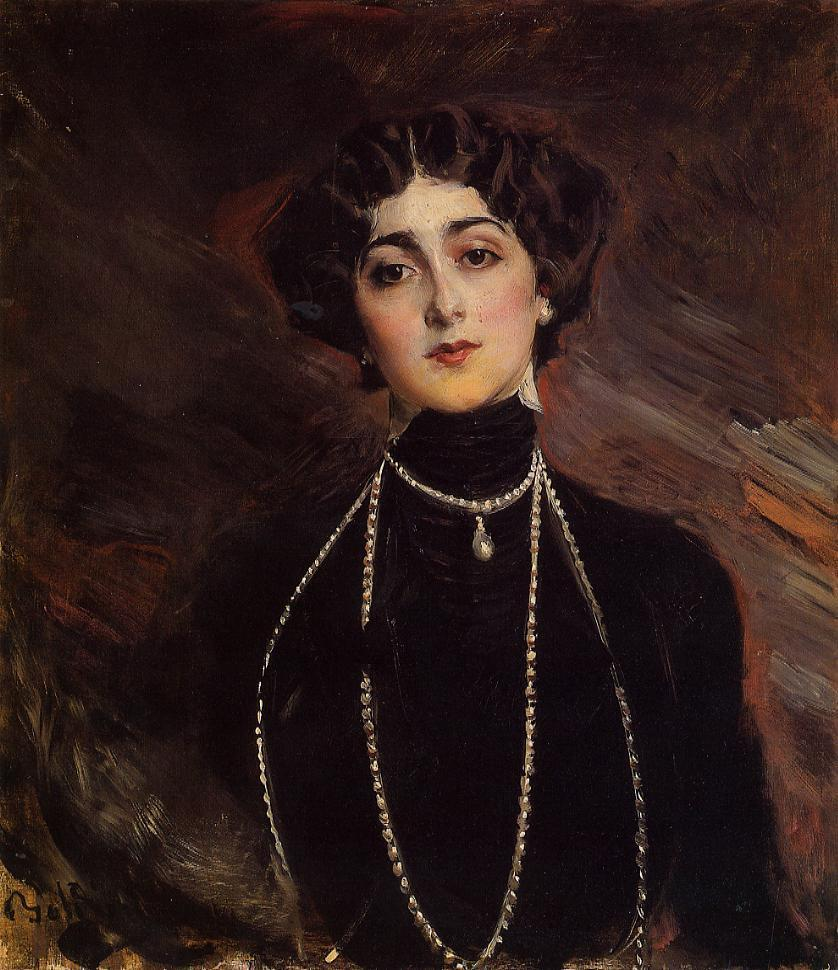
De sopraan Lina Cavalieri
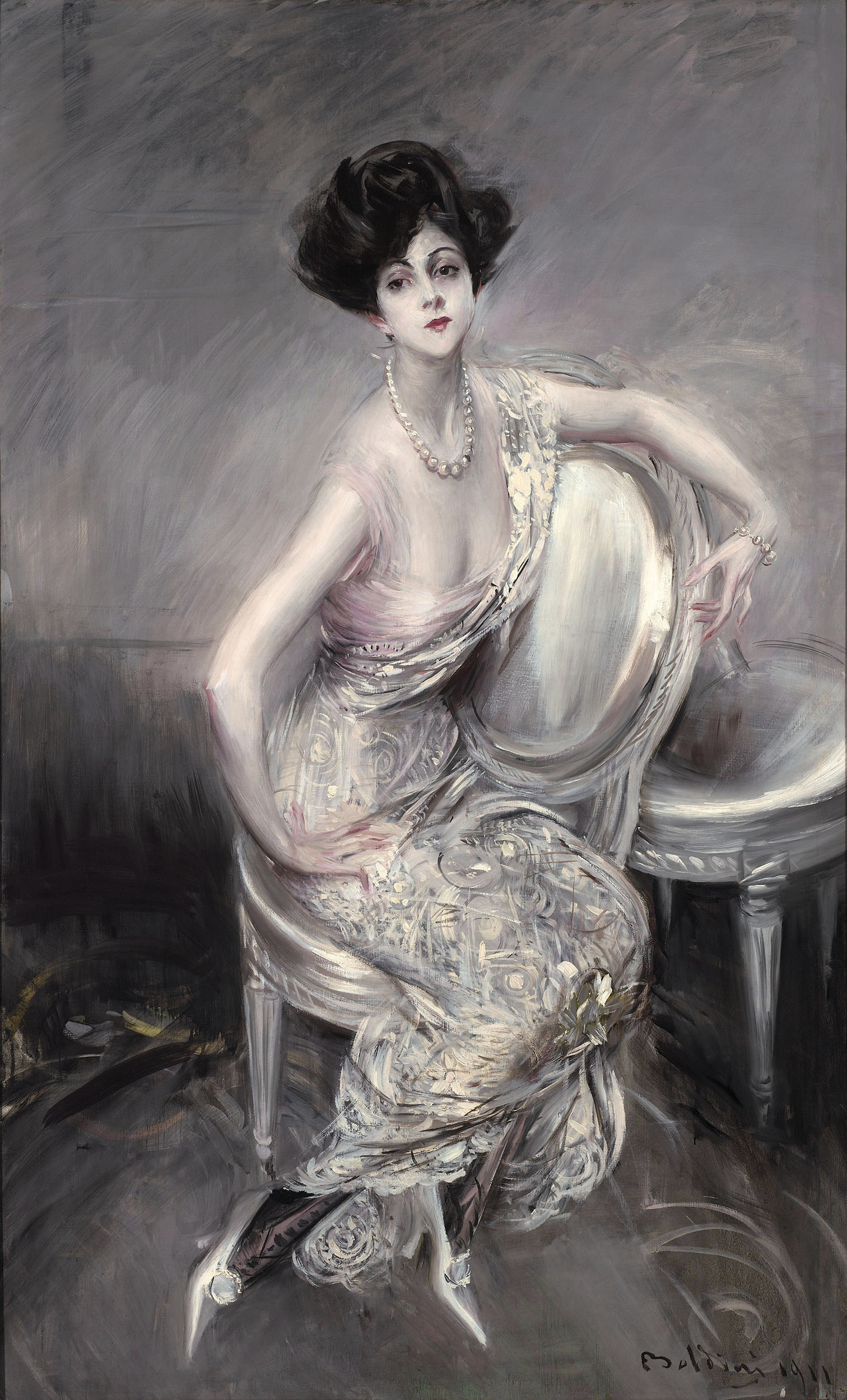
Rita d’Acosta, 1911
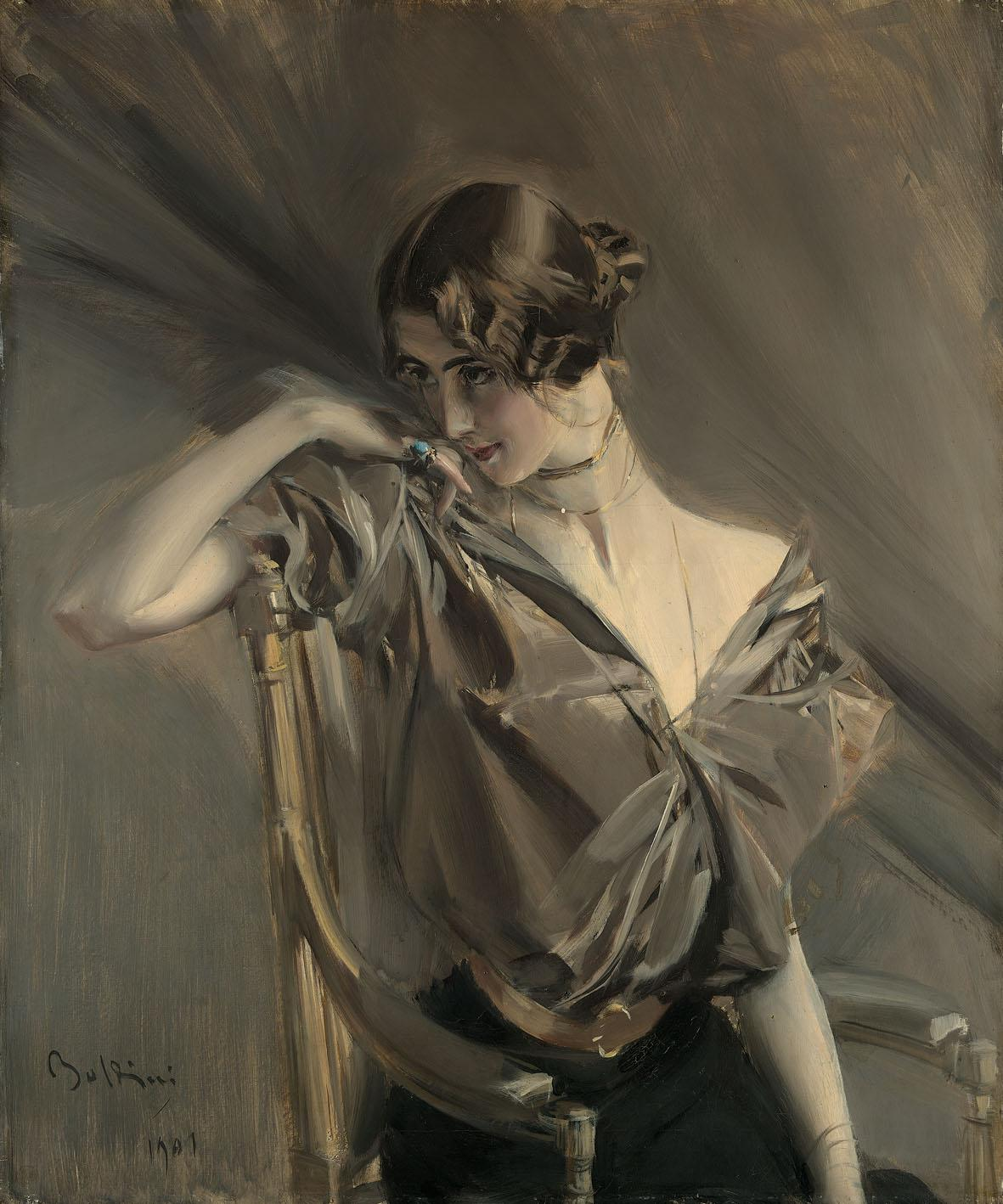
Danseres Cléo de Mérode, 1901
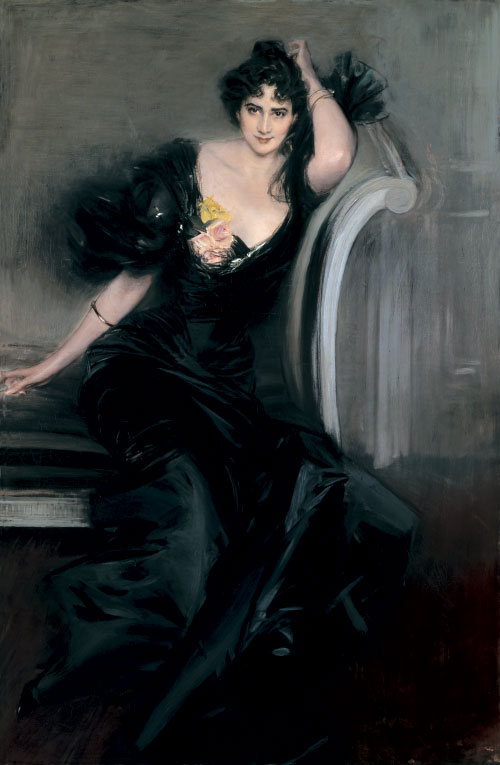
Lady Colin Campbell, 1897
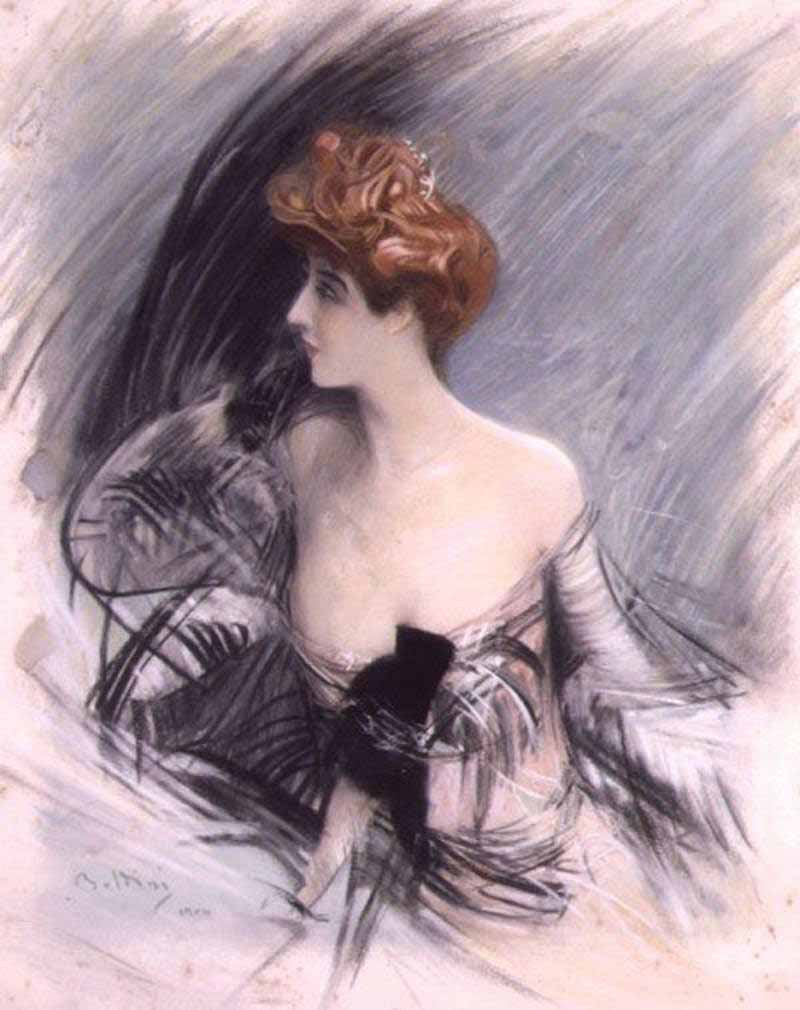
Sarah Bernhardt, 1880
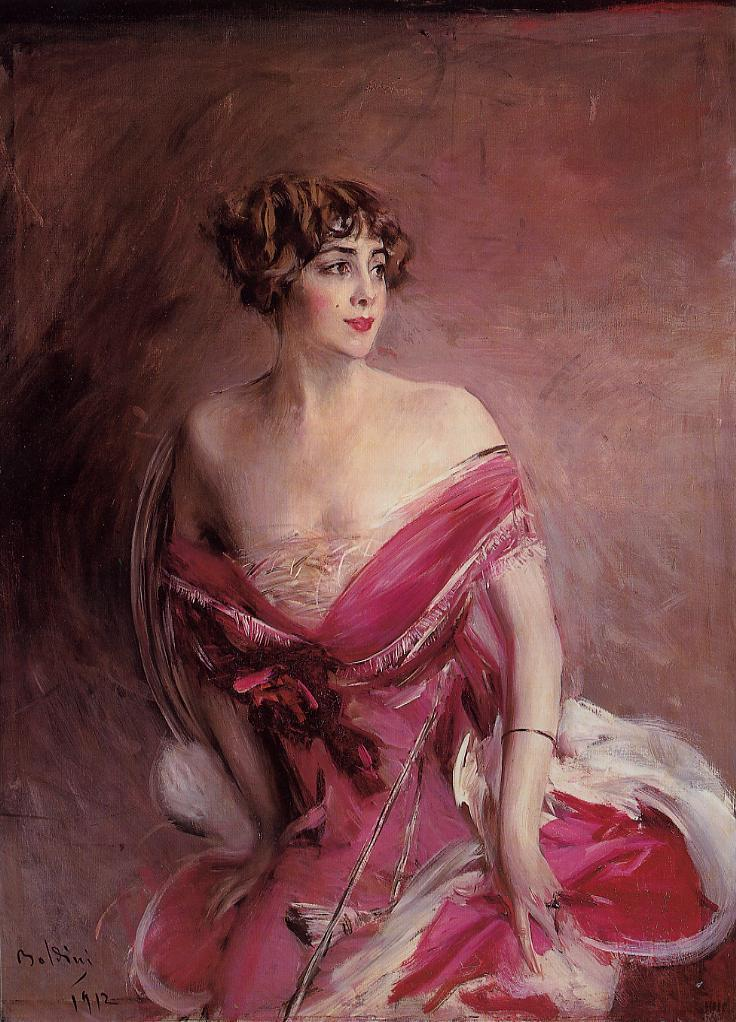
Mlle de Gillespie
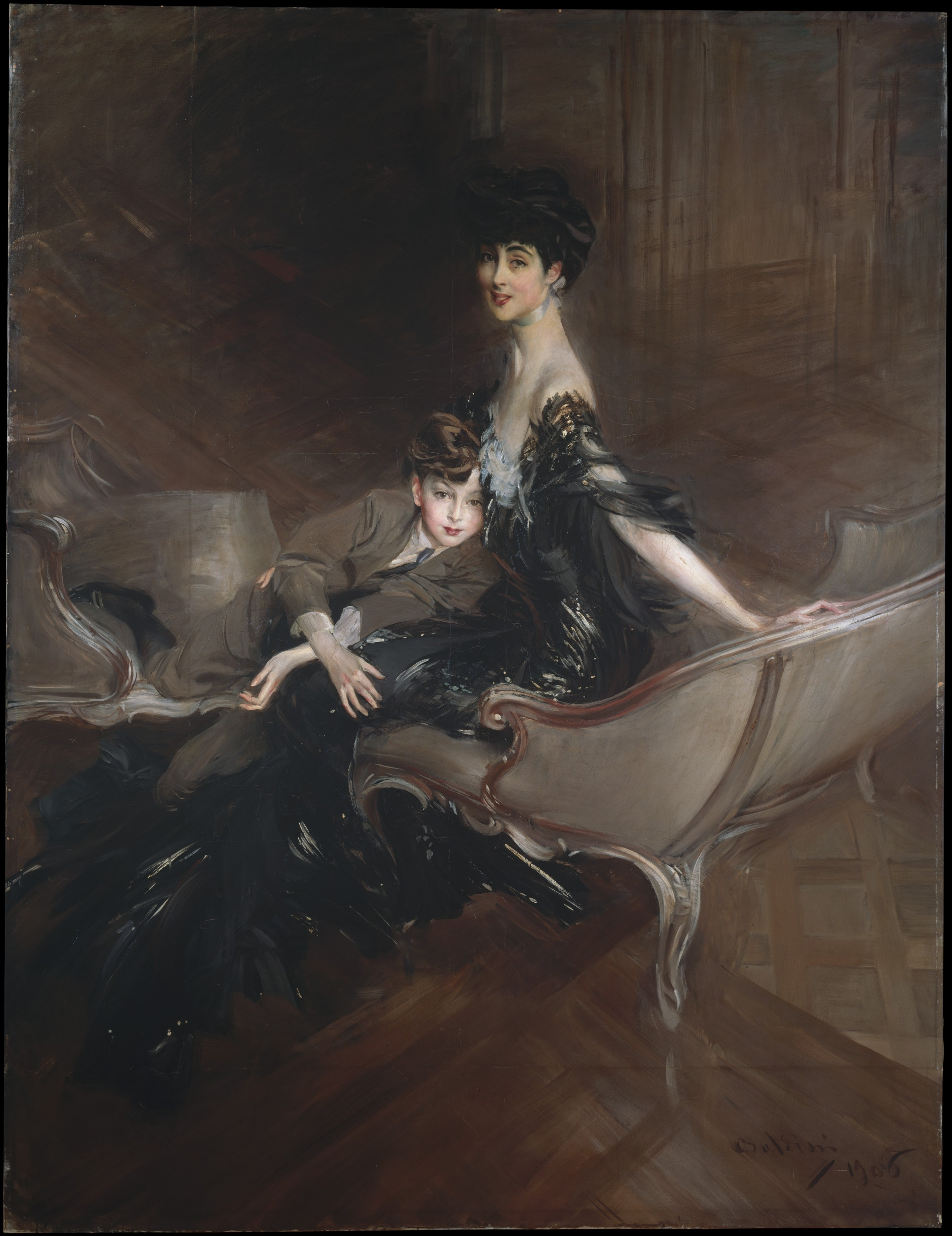
Consuelo Vanderbilt, 1905
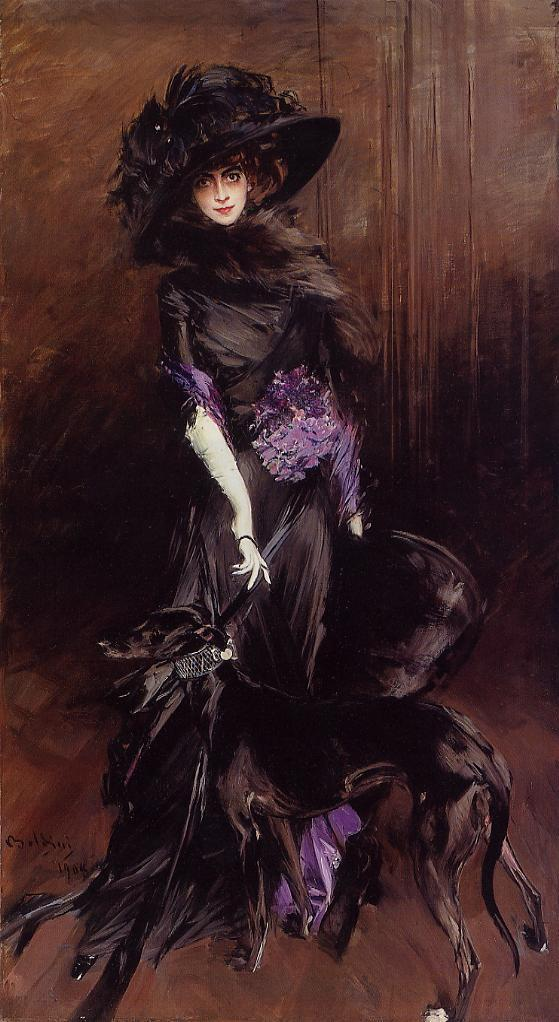
Marchesa Luisa Casati, 1908
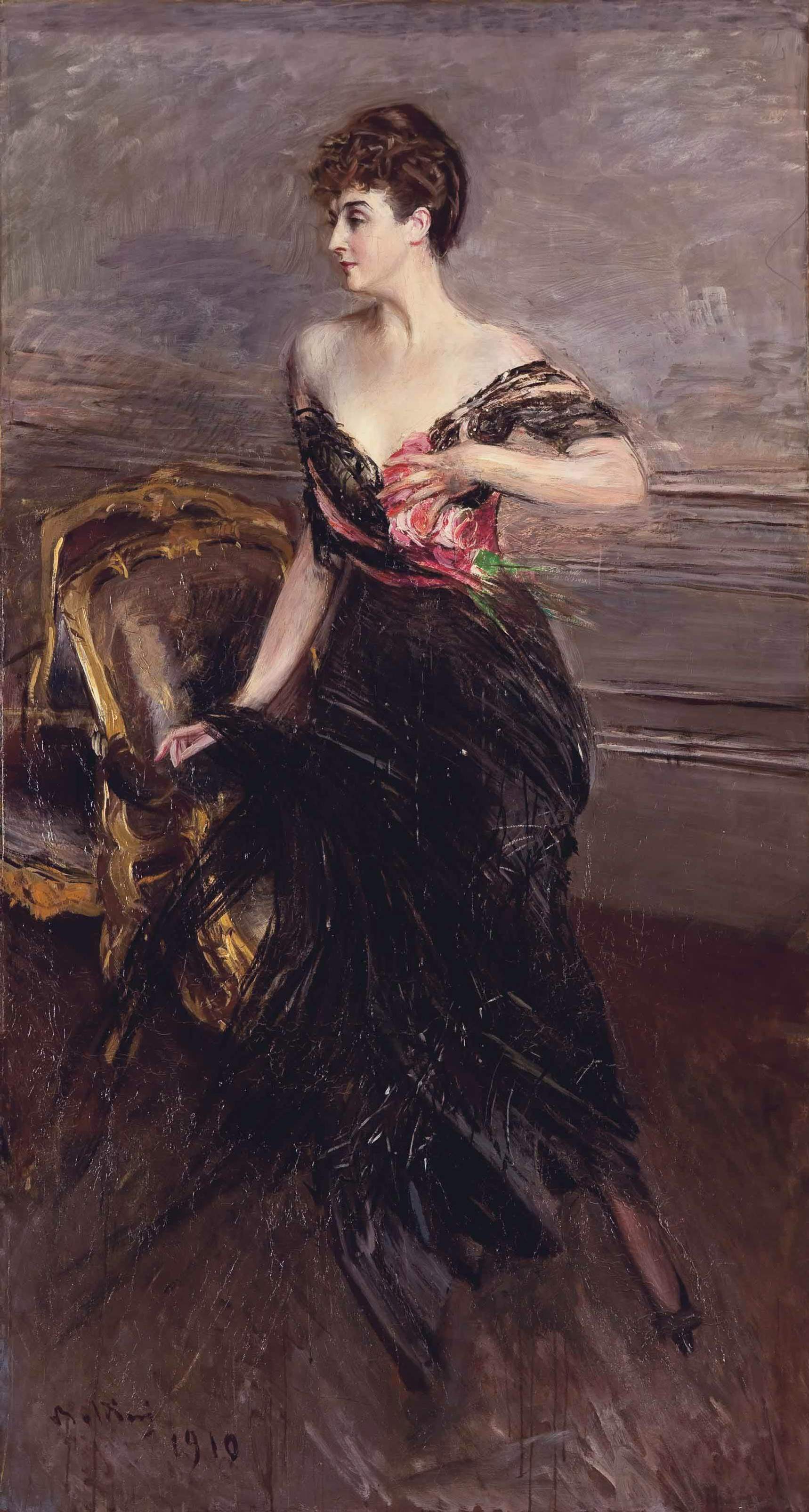
Cécile Murat née Ney d'Elchingen (1867-1960)
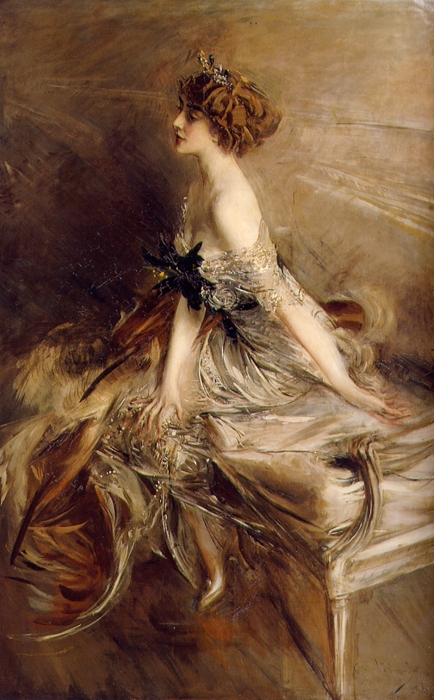
Schrijfster Marthe Bibesco, 1911
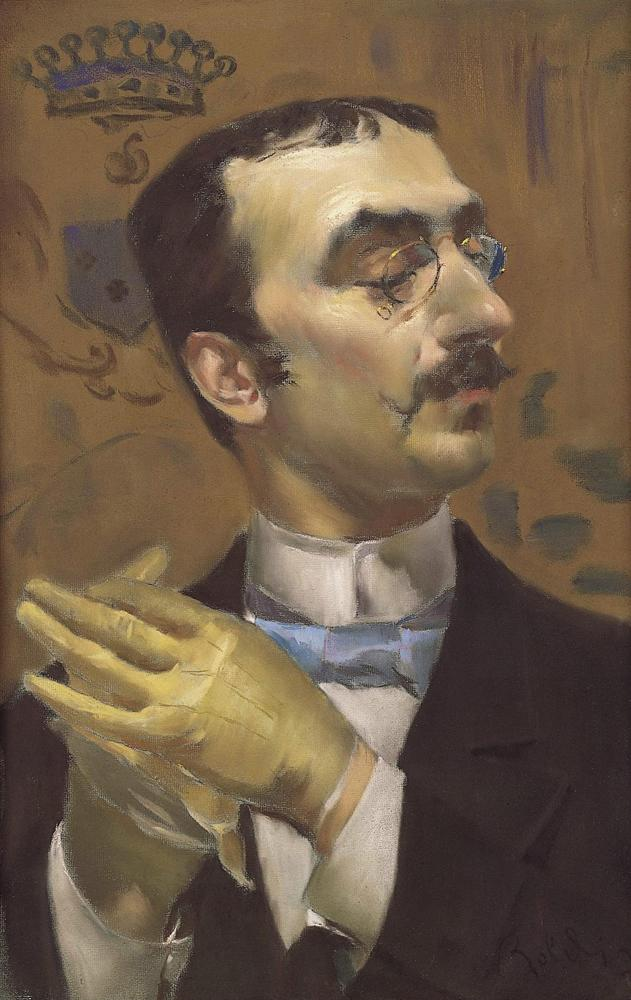
Henri Toulouse-Lautrec
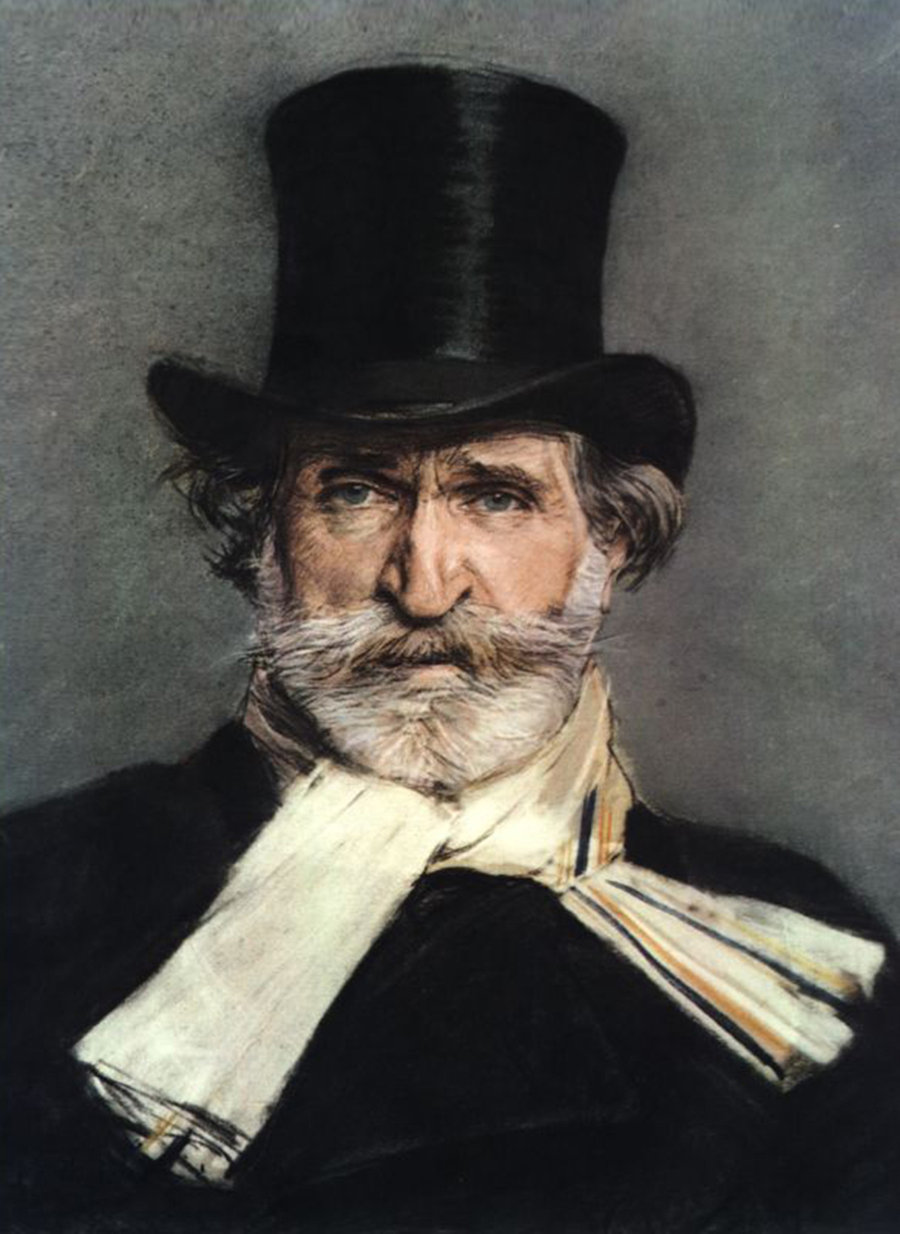
Giuseppe Verdi, 1886
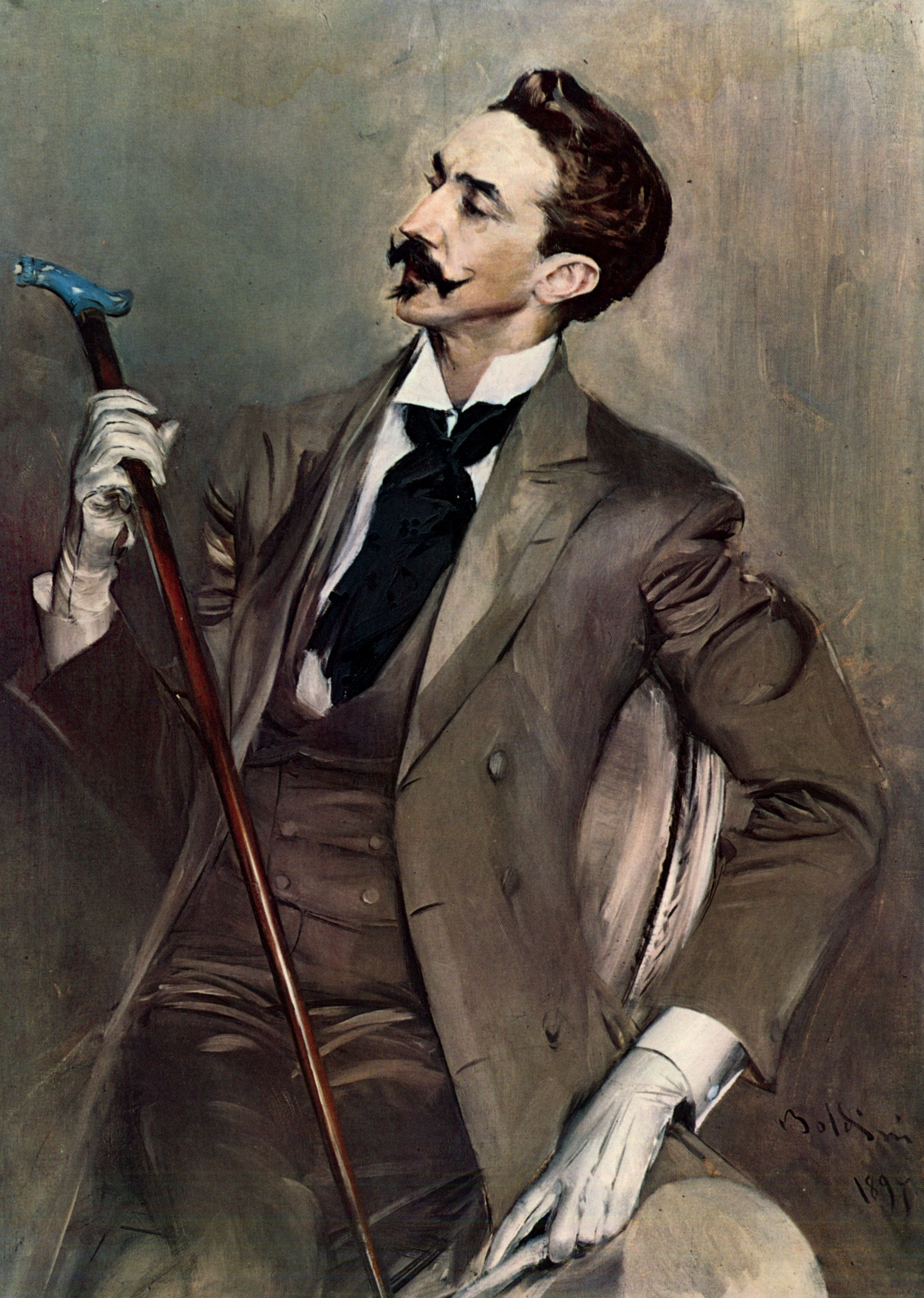
Dichter-dandy Robert de Montesquiou, 1897
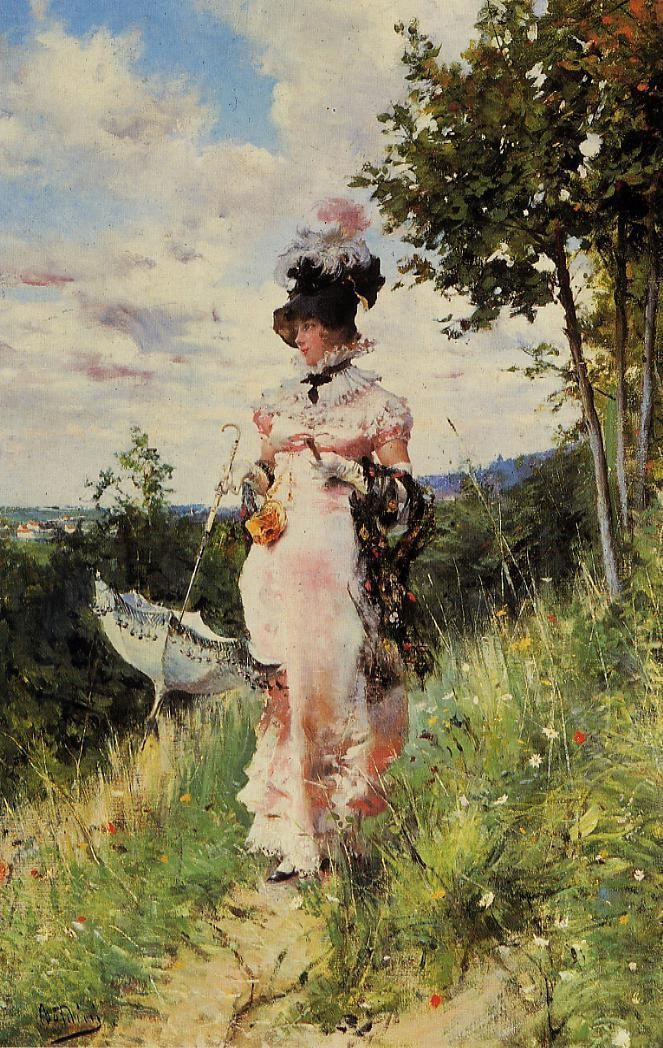
Zomerwandeling
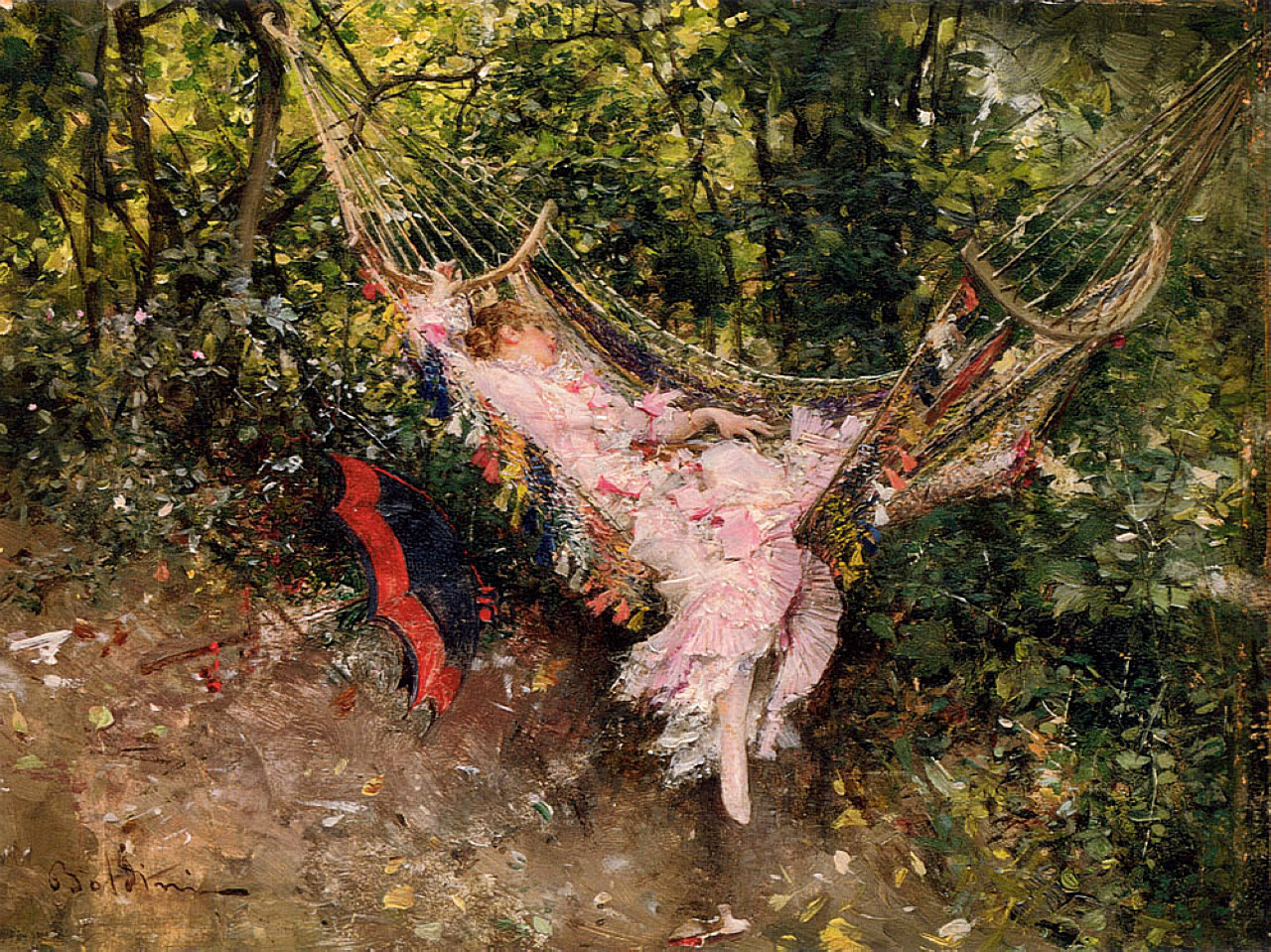
De hangmat